# Cubiceps kotlyari
Cubiceps kotlyari är en fiskart som beskrevs av Agafonova, 1988. Cubiceps kotlyari ingår i släktet Cubiceps och familjen Nomeidae. Inga underarter finns listade i Catalogue of Life.